# Agrochola ballotae
Agrochola ballotae är en fjärilsart som beskrevs av Philogène Auguste Joseph Duponchel 1836. Agrochola ballotae ingår i släktet Agrochola och familjen nattflyn. Inga underarter finns listade i Catalogue of Life.